# Veronica Lake
Veronica Lake, ursprungligen Constance Frances Marie Ockelman, född 14 november 1922 i Brooklyn i New York, död 7 juli 1973 i Burlington, Vermont, var en amerikansk skådespelare. Lake hade framgång med sin roll i komedifilmen Med tio cents på fickan (1941) och med femme fatale-roller i film noir-filmer med Alan Ladd under 1940-talet. I slutet av 1940-talet började hennes karriär dala, delvis på grund av hennes alkoholism. Hon gjorde en enda film under 1950-talet, men däremot flera gästroller på tv. Hon återvände till filmduken 1966 i Footsteps in the Snow, men rollen lyckades inte återuppliva hennes karriär.

## Biografi
Veronica Lake var dotter till en sjöman som dog när hon var 12 år. Hon gjorde filmdebut 1939 under namnet Constance Kearns; Kearns var hennes styvfars efternamn. 1941 ändrade hon sitt namn till Veronica Lake och detta blev början till en kometliknande karriär. Lake lanserades som ett sensuellt, blont bombnedslag; hon hade långt blont hår som dolde ena ögat. Hennes frisyr, kallad "peek a boo bang" (tittut!-lugg), blev en modefluga bland amerikanska kvinnor, till och med så populär att amerikanska regeringen under Andra världskriget bad henne att klippa sitt hår kortare eftersom de kvinnor som arbetade vid krigsfabrikerna fastnade med håret i maskinerna.
Sin första, stora filmroll gjorde hon mot Joel McCrea i Med tio cents på fickan. Lake hade sina största framgångar i en rad kriminalfilmer mot Alan Ladd, men hade också en viss talang för komedi. Hon gjorde exempelvis två komedifilmer med Eddie Bracken som motspelare. När hon var som mest populär uppvaktades hon av en rad kända män såsom Aristoteles Onassis och Howard Hughes. Åren 1944–1952 var hon gift med regissören André de Toth, den andre av tre äkta män. 
Populariteten dalade på 1950-talet och Lake lämnade filmen. Hon omnämndes sedan då och då i tidningarna, vanligtvis på grund av att hon blivit arresterad för fylleri på allmän plats. I början på 1960-talet återupptäcktes hon av en journalist. Hon arbetade då som bartender på ett hotell i centrala New York. Hon lyckades rehabiliteras och fick en del roller såväl på Broadway som i lågbudgetfilmer.
För sina filminsatser förärades hon 1960 en stjärna på Hollywood Walk of Fame vid adressen 6918 Hollywood Blvd.
Veronica Lake avled vid 50 års ålder 1973 av hepatit och akut njursvikt.

## Filmografi i urval
- 1939 – Det sitter i benen
- 1940 – Skandalungen
- 1941 – Jag vill ha vingar
- 1941 – Med tio cents på fickan
- 1942 – Inringad!
- 1942 – Glasnyckeln
- 1942 – Farlig som synden
- 1943 – Vi hälsa livet
- 1944 – Timmen före gryningen
- 1945 – Flickor, ohoj!

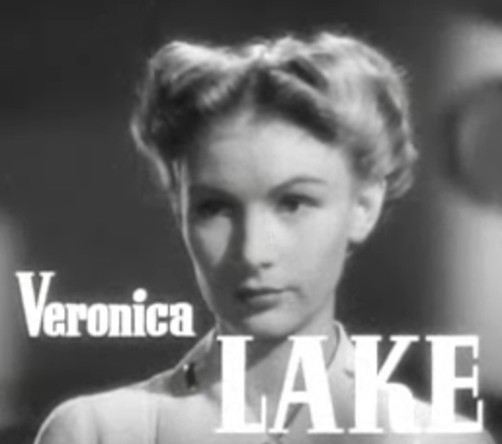
Veronica Lake i Vi hälsa livet (1943).

- 1945 – Ingen hejd på galenskaperna
- 1946 – Blå dahlian
- 1947 – Hämndens herre
- 1948 – Livat på vischan
- 1948 – Sång, musik och vackra flickor
- 1949 – Orkan
- 1966 – Footsteps in the Snow
- 1970 – Flesh Feast